# Artikel 58 des Grundgesetzes für die Bundesrepublik Deutschland
Artikel 58 des Grundgesetzes für die Bundesrepublik Deutschland regelt die Gegenzeichnung der Akte des Bundespräsidenten durch Mitglieder der Bundesregierung.

## Normierung
Art. 58 GG lautet:

## Entstehung und Entwicklung
→ Die Entstehung und Entwicklung der Vorschrift wird ausführlich im Artikel zur Gegenzeichnung beschrieben.

## Erläuterungen

### Einordnung
Der Bundespräsident ist heute für alle seine Amtshandlungen juristisch verantwortlich. Er genießt keine Nichtverantwortlichkeit, sondern nur Immunität. Er kann gemäß Art. 61 GG einer Präsidentenanklage unterworfen werden. Auch kann im Organstreitverfahren festgestellt werden, dass er die Rechte andere Verfassungsorgane verletzt bzw. seine Befugnisse überschritten hat. Er selbst unterliegt als Staatsoberhaupt jedoch weiterhin keiner parlamentarischen Verantwortung, sodass die Gegenzeichnung (zumindest theoretisch) notwendig ist, damit keine Ausübung staatlicher Befugnisse außerhalb der parlamentarischen Kontrolle liegt. Der Hauptzweck der Norm besteht jedoch darin die Einheitlichkeit der Staatsleitung zu sichern. Dass der Bundespräsident seine (wenigen) Ermessensentscheidungen also nicht nutzen kann, um die Politik der Regierung zu hintertreiben. Aufgrund seiner geringen originären Entscheidungsbefugnisse ist diese Bedeutung jedoch gering.
Zu beachten ist auch, dass sich seit der Entstehung des Instituts der Gegenzeichnung die Funktionen zwischen Staatsoberhaupt und Regierung verschoben haben. War es zu Zeiten der konstitutionellen Monarchien durchaus noch originäre Entscheidungen des Staatsoberhaupt, die vom Minister gegenzeichnet wurden (vgl. den Artikel zur Gegenzeichnung), so werden heute (funktional betrachtet) in den meisten Fälle Entscheidungen der Bundesregierung noch vom Bundespräsident gebilligt. Hierbei gesteht die überwiegend vertretene Ansicht (bspw. bei der Ernennung von Bundesbeamten) nur in Ausnahmefällen ein Recht zur Ablehnung der vorgeschlagenen Entscheidung vor.

### Umfang
Nach wohl herrschender Meinung umfasst die Gegenzeichnungspflicht alle Rechtsakte (Ernennungen, Entlassungen etc.) mit Außenwirkung, die durch den Bundespräsidenten vorgenommen werden, nicht aber Realakte (Reden, Mitteilungen etc.). Davon ausgenommen sind nach teilweise vertretener Ansicht solche Realakte, deren politische Relevanz von vornherein erkennbar ist. Ebenso ist das Unterlassen eines Rechtsaktes durch den Bundespräsident nicht gegenzeichnungspflichtig).

### Zuständigkeit und Verfahren
Die Gegenzeichnung erfolgt in der Regel als so genannte „Vorzeichnung“ vor der Unterzeichnung durch den Bundespräsidenten. Gegenzeichnet wird durch den Bundeskanzler (insbesondere bei Angelegen, die seine Richtlinienkompetenz berühren) oder den zuständigen (!) Bundesminister. Die Regierungsmitglieder besitzen bei ihrer Entscheidung ein Ermessen.

### Ausnahmen
Die in Art. 58 Satz 2 GG ausdrücklich genannten Ausnahmen betreffen die Fälle, in denen der Bundeskanzler unmittelbar betroffen ist (Ernennung oder Entlassung, Auflösung des Bundestages und damit mittelbar Ende der Kanzlerschaft). Daneben gibt es weitere ungeschriebene Fälle, bei denen unumstritten ist, dass sie keiner Gegenzeichnung bedürfen. Dazu zählen insbesondere die Einberufung des Bundestags (Art. 39 Abs. 3 GG), der Wahlvorschlag zur Kanzlerwahl (Art. 63 Abs. 1 GG) und der Antrag im Organstreitverfahren.

### Ausfertigung von Gesetzen
Für die Ausfertigung von Gesetzen durch den Bundespräsidenten gilt ebenso die verpflichtende Gegenzeichnung. Diese ist speziell in  Art. 82 Abs. 1 Satz 1 GG geregelt, sodass Art. 58 Satz 1 GG hier wohl keine Anwendung findet. Dort ist auch ausnahmsweise normiert, dass die Gegenzeichnung eine Vorzeichnung vor der Ausfertigung durch den Bundespräsidenten sein muss. Die Sinnhaftigkeit der Gegenzeichnung von Gesetzen ist umstritten.